# Charlotte Famin
Charlotte Famin (sinh ngày 12 tháng 2 năm 1973) là một vận động viên nữ quần vợt xe lăn chuyên nghiệp người Pháp. Cô có thứ hạng cao nhất ở đơn nữ là vị trí số 9 vào ngày 4 tháng 12 năm 2017, và vị trí số 7 ở đôi vào ngày 2 tháng 10 năm 2017.
Năm 2017, Famin vô địch các giải Sarreguemines Mở rộng, Open de Vendee, BNP Paribas World Team Cup, Tokyo Open International de L'ile de Re, Swiss Open Starling Hotel Geneva và French Riviera Open.